# District de Bežigrad
Bežigrad est un quartier et un district de la municipalité de Ljubljana, situé au nord du centre-ville. C'est l'un des districts les plus peuplés de la ville.

## Points d'intérêt
- Cimetière de Žale
- Stade de Bežigrad
- Lycée de Bežigrad (en)
- Kino Bežigrad (sl)
- Parc des sports de Stožice